# Ученжа
Ученжа — деревня в Некрасовском районе Ярославской области, входит в состав сельского поселения Красный Профинтерн, относится к Боровскому сельскому округу.

## География
Расположено в 10 км к северо-востоку от центра поселения посёлка Красный Профинтерн.

## История
В конце XIX — начале XX века деревня являлась центром Петропавловской волости Даниловского уезда Ярославской губернии.
С 1929 года деревня входила в состав Заболотского сельсовета Боровского района, с 1938 года — в составе Некрасовского района, с 1954 года — в составе Кресцовского сельсовета, в 1990-е годы — в составе Боровского сельсовета, с 2005 года — в составе сельского поселения Красный Профинтерн.

## Население
| 1859 | 1914 | 2002 | 2007 | 2010 |
| ---- | ---- | ---- | ---- | ---- |
| 441  | ↘434 | ↘45  | ↘43  | ↘27  |